# آرتور مورتون (بازیکن فوتبال)
آرتور مورتون (انگلیسی: Arthur Morton; ۲۲ اوت ۱۹۲۵ – ۱ مارس ۲۰۱۱) بازیکن فوتبال اهل بریتانیا بود.
از باشگاه‌هایی که در آن بازی کرده‌است می‌توان به باشگاه فوتبال هادرزفیلد تاون اشاره کرد.